# Tática (xadrez)
Tática é jogada que tem por intuito principal o ganho material no jogo, podendo ou não ser acompanhada do sacrifício de uma peça.  A tática ocorre através de um ataque bidentado a duas peças desprotegidas, de modo que o oponente não pode evitar a perda de uma delas.  Existem muitas outras definições teóricas mas, basicamente a tática se aproveita das seguintes situações:
1. Um Rei desprotegido:  Nesta situação comum ao final do jogo, táticas como o garfo e o espeto são muito utilizadas para a captura de peças inimigas.
2. Peças mal protegidas:  Quanto mais próximo o final do jogo mas suas peças se tornam valiosas pois a cada perda mais longe estará sua vitória.  Não protegê-las pode ser um erro fatal pois serão presas fáceis para táticas como o Zwischenzug.  Sobrecarregar peças na defesa, ou protegê-las mal podem ser fatais durante a partida.
3. O Rei afogado: Efetuar um simples xeque sobre o Rei inimigo nestas condições decretará sua vitória, mas esteja atento para que o seu monarca também possa fugir caso seja necessário.

As táticas podem envolver várias jogadas para se desenvolver, neste caso também são conhecidas como combinações, mas de uma maneira geral envolvem oportunidades imediatas que aparecem no decorrer do jogo.  Apesar de serem muito importantes durante o jogo, tenha em mente que o objetivo principal é sempre capturar o Rei do oponente.

## Garfos
|   | a | b | c | d | e | f | g | h |   |
| 8 | a8 preto torre · c8 preto bispo · d8 preto rainha · e8 preto rei · f8 preto bispo · h8 preto torre · a7 preto peão · b7 preto peão · c7 preto peão · f7 branco cavalo · g7 preto peão · h7 preto peão · c6 preto cavalo · d6 preto peão · f6 preto cavalo · e5 preto peão · c4 branco bispo · e4 branco peão · a2 branco peão · b2 branco peão · c2 branco peão · d2 branco peão · f2 branco peão · g2 branco peão · h2 branco peão · a1 branco torre · b1 branco cavalo · c1 branco bispo · d1 branco rainha · e1 branco rei · h1 branco torre | a8 preto torre · c8 preto bispo · d8 preto rainha · e8 preto rei · f8 preto bispo · h8 preto torre · a7 preto peão · b7 preto peão · c7 preto peão · f7 branco cavalo · g7 preto peão · h7 preto peão · c6 preto cavalo · d6 preto peão · f6 preto cavalo · e5 preto peão · c4 branco bispo · e4 branco peão · a2 branco peão · b2 branco peão · c2 branco peão · d2 branco peão · f2 branco peão · g2 branco peão · h2 branco peão · a1 branco torre · b1 branco cavalo · c1 branco bispo · d1 branco rainha · e1 branco rei · h1 branco torre | a8 preto torre · c8 preto bispo · d8 preto rainha · e8 preto rei · f8 preto bispo · h8 preto torre · a7 preto peão · b7 preto peão · c7 preto peão · f7 branco cavalo · g7 preto peão · h7 preto peão · c6 preto cavalo · d6 preto peão · f6 preto cavalo · e5 preto peão · c4 branco bispo · e4 branco peão · a2 branco peão · b2 branco peão · c2 branco peão · d2 branco peão · f2 branco peão · g2 branco peão · h2 branco peão · a1 branco torre · b1 branco cavalo · c1 branco bispo · d1 branco rainha · e1 branco rei · h1 branco torre | a8 preto torre · c8 preto bispo · d8 preto rainha · e8 preto rei · f8 preto bispo · h8 preto torre · a7 preto peão · b7 preto peão · c7 preto peão · f7 branco cavalo · g7 preto peão · h7 preto peão · c6 preto cavalo · d6 preto peão · f6 preto cavalo · e5 preto peão · c4 branco bispo · e4 branco peão · a2 branco peão · b2 branco peão · c2 branco peão · d2 branco peão · f2 branco peão · g2 branco peão · h2 branco peão · a1 branco torre · b1 branco cavalo · c1 branco bispo · d1 branco rainha · e1 branco rei · h1 branco torre | a8 preto torre · c8 preto bispo · d8 preto rainha · e8 preto rei · f8 preto bispo · h8 preto torre · a7 preto peão · b7 preto peão · c7 preto peão · f7 branco cavalo · g7 preto peão · h7 preto peão · c6 preto cavalo · d6 preto peão · f6 preto cavalo · e5 preto peão · c4 branco bispo · e4 branco peão · a2 branco peão · b2 branco peão · c2 branco peão · d2 branco peão · f2 branco peão · g2 branco peão · h2 branco peão · a1 branco torre · b1 branco cavalo · c1 branco bispo · d1 branco rainha · e1 branco rei · h1 branco torre | a8 preto torre · c8 preto bispo · d8 preto rainha · e8 preto rei · f8 preto bispo · h8 preto torre · a7 preto peão · b7 preto peão · c7 preto peão · f7 branco cavalo · g7 preto peão · h7 preto peão · c6 preto cavalo · d6 preto peão · f6 preto cavalo · e5 preto peão · c4 branco bispo · e4 branco peão · a2 branco peão · b2 branco peão · c2 branco peão · d2 branco peão · f2 branco peão · g2 branco peão · h2 branco peão · a1 branco torre · b1 branco cavalo · c1 branco bispo · d1 branco rainha · e1 branco rei · h1 branco torre | a8 preto torre · c8 preto bispo · d8 preto rainha · e8 preto rei · f8 preto bispo · h8 preto torre · a7 preto peão · b7 preto peão · c7 preto peão · f7 branco cavalo · g7 preto peão · h7 preto peão · c6 preto cavalo · d6 preto peão · f6 preto cavalo · e5 preto peão · c4 branco bispo · e4 branco peão · a2 branco peão · b2 branco peão · c2 branco peão · d2 branco peão · f2 branco peão · g2 branco peão · h2 branco peão · a1 branco torre · b1 branco cavalo · c1 branco bispo · d1 branco rainha · e1 branco rei · h1 branco torre | a8 preto torre · c8 preto bispo · d8 preto rainha · e8 preto rei · f8 preto bispo · h8 preto torre · a7 preto peão · b7 preto peão · c7 preto peão · f7 branco cavalo · g7 preto peão · h7 preto peão · c6 preto cavalo · d6 preto peão · f6 preto cavalo · e5 preto peão · c4 branco bispo · e4 branco peão · a2 branco peão · b2 branco peão · c2 branco peão · d2 branco peão · f2 branco peão · g2 branco peão · h2 branco peão · a1 branco torre · b1 branco cavalo · c1 branco bispo · d1 branco rainha · e1 branco rei · h1 branco torre | 8 |
| 7 | a8 preto torre · c8 preto bispo · d8 preto rainha · e8 preto rei · f8 preto bispo · h8 preto torre · a7 preto peão · b7 preto peão · c7 preto peão · f7 branco cavalo · g7 preto peão · h7 preto peão · c6 preto cavalo · d6 preto peão · f6 preto cavalo · e5 preto peão · c4 branco bispo · e4 branco peão · a2 branco peão · b2 branco peão · c2 branco peão · d2 branco peão · f2 branco peão · g2 branco peão · h2 branco peão · a1 branco torre · b1 branco cavalo · c1 branco bispo · d1 branco rainha · e1 branco rei · h1 branco torre | a8 preto torre · c8 preto bispo · d8 preto rainha · e8 preto rei · f8 preto bispo · h8 preto torre · a7 preto peão · b7 preto peão · c7 preto peão · f7 branco cavalo · g7 preto peão · h7 preto peão · c6 preto cavalo · d6 preto peão · f6 preto cavalo · e5 preto peão · c4 branco bispo · e4 branco peão · a2 branco peão · b2 branco peão · c2 branco peão · d2 branco peão · f2 branco peão · g2 branco peão · h2 branco peão · a1 branco torre · b1 branco cavalo · c1 branco bispo · d1 branco rainha · e1 branco rei · h1 branco torre | a8 preto torre · c8 preto bispo · d8 preto rainha · e8 preto rei · f8 preto bispo · h8 preto torre · a7 preto peão · b7 preto peão · c7 preto peão · f7 branco cavalo · g7 preto peão · h7 preto peão · c6 preto cavalo · d6 preto peão · f6 preto cavalo · e5 preto peão · c4 branco bispo · e4 branco peão · a2 branco peão · b2 branco peão · c2 branco peão · d2 branco peão · f2 branco peão · g2 branco peão · h2 branco peão · a1 branco torre · b1 branco cavalo · c1 branco bispo · d1 branco rainha · e1 branco rei · h1 branco torre | a8 preto torre · c8 preto bispo · d8 preto rainha · e8 preto rei · f8 preto bispo · h8 preto torre · a7 preto peão · b7 preto peão · c7 preto peão · f7 branco cavalo · g7 preto peão · h7 preto peão · c6 preto cavalo · d6 preto peão · f6 preto cavalo · e5 preto peão · c4 branco bispo · e4 branco peão · a2 branco peão · b2 branco peão · c2 branco peão · d2 branco peão · f2 branco peão · g2 branco peão · h2 branco peão · a1 branco torre · b1 branco cavalo · c1 branco bispo · d1 branco rainha · e1 branco rei · h1 branco torre | a8 preto torre · c8 preto bispo · d8 preto rainha · e8 preto rei · f8 preto bispo · h8 preto torre · a7 preto peão · b7 preto peão · c7 preto peão · f7 branco cavalo · g7 preto peão · h7 preto peão · c6 preto cavalo · d6 preto peão · f6 preto cavalo · e5 preto peão · c4 branco bispo · e4 branco peão · a2 branco peão · b2 branco peão · c2 branco peão · d2 branco peão · f2 branco peão · g2 branco peão · h2 branco peão · a1 branco torre · b1 branco cavalo · c1 branco bispo · d1 branco rainha · e1 branco rei · h1 branco torre | a8 preto torre · c8 preto bispo · d8 preto rainha · e8 preto rei · f8 preto bispo · h8 preto torre · a7 preto peão · b7 preto peão · c7 preto peão · f7 branco cavalo · g7 preto peão · h7 preto peão · c6 preto cavalo · d6 preto peão · f6 preto cavalo · e5 preto peão · c4 branco bispo · e4 branco peão · a2 branco peão · b2 branco peão · c2 branco peão · d2 branco peão · f2 branco peão · g2 branco peão · h2 branco peão · a1 branco torre · b1 branco cavalo · c1 branco bispo · d1 branco rainha · e1 branco rei · h1 branco torre | a8 preto torre · c8 preto bispo · d8 preto rainha · e8 preto rei · f8 preto bispo · h8 preto torre · a7 preto peão · b7 preto peão · c7 preto peão · f7 branco cavalo · g7 preto peão · h7 preto peão · c6 preto cavalo · d6 preto peão · f6 preto cavalo · e5 preto peão · c4 branco bispo · e4 branco peão · a2 branco peão · b2 branco peão · c2 branco peão · d2 branco peão · f2 branco peão · g2 branco peão · h2 branco peão · a1 branco torre · b1 branco cavalo · c1 branco bispo · d1 branco rainha · e1 branco rei · h1 branco torre | a8 preto torre · c8 preto bispo · d8 preto rainha · e8 preto rei · f8 preto bispo · h8 preto torre · a7 preto peão · b7 preto peão · c7 preto peão · f7 branco cavalo · g7 preto peão · h7 preto peão · c6 preto cavalo · d6 preto peão · f6 preto cavalo · e5 preto peão · c4 branco bispo · e4 branco peão · a2 branco peão · b2 branco peão · c2 branco peão · d2 branco peão · f2 branco peão · g2 branco peão · h2 branco peão · a1 branco torre · b1 branco cavalo · c1 branco bispo · d1 branco rainha · e1 branco rei · h1 branco torre | 7 |
| 6 | a8 preto torre · c8 preto bispo · d8 preto rainha · e8 preto rei · f8 preto bispo · h8 preto torre · a7 preto peão · b7 preto peão · c7 preto peão · f7 branco cavalo · g7 preto peão · h7 preto peão · c6 preto cavalo · d6 preto peão · f6 preto cavalo · e5 preto peão · c4 branco bispo · e4 branco peão · a2 branco peão · b2 branco peão · c2 branco peão · d2 branco peão · f2 branco peão · g2 branco peão · h2 branco peão · a1 branco torre · b1 branco cavalo · c1 branco bispo · d1 branco rainha · e1 branco rei · h1 branco torre | a8 preto torre · c8 preto bispo · d8 preto rainha · e8 preto rei · f8 preto bispo · h8 preto torre · a7 preto peão · b7 preto peão · c7 preto peão · f7 branco cavalo · g7 preto peão · h7 preto peão · c6 preto cavalo · d6 preto peão · f6 preto cavalo · e5 preto peão · c4 branco bispo · e4 branco peão · a2 branco peão · b2 branco peão · c2 branco peão · d2 branco peão · f2 branco peão · g2 branco peão · h2 branco peão · a1 branco torre · b1 branco cavalo · c1 branco bispo · d1 branco rainha · e1 branco rei · h1 branco torre | a8 preto torre · c8 preto bispo · d8 preto rainha · e8 preto rei · f8 preto bispo · h8 preto torre · a7 preto peão · b7 preto peão · c7 preto peão · f7 branco cavalo · g7 preto peão · h7 preto peão · c6 preto cavalo · d6 preto peão · f6 preto cavalo · e5 preto peão · c4 branco bispo · e4 branco peão · a2 branco peão · b2 branco peão · c2 branco peão · d2 branco peão · f2 branco peão · g2 branco peão · h2 branco peão · a1 branco torre · b1 branco cavalo · c1 branco bispo · d1 branco rainha · e1 branco rei · h1 branco torre | a8 preto torre · c8 preto bispo · d8 preto rainha · e8 preto rei · f8 preto bispo · h8 preto torre · a7 preto peão · b7 preto peão · c7 preto peão · f7 branco cavalo · g7 preto peão · h7 preto peão · c6 preto cavalo · d6 preto peão · f6 preto cavalo · e5 preto peão · c4 branco bispo · e4 branco peão · a2 branco peão · b2 branco peão · c2 branco peão · d2 branco peão · f2 branco peão · g2 branco peão · h2 branco peão · a1 branco torre · b1 branco cavalo · c1 branco bispo · d1 branco rainha · e1 branco rei · h1 branco torre | a8 preto torre · c8 preto bispo · d8 preto rainha · e8 preto rei · f8 preto bispo · h8 preto torre · a7 preto peão · b7 preto peão · c7 preto peão · f7 branco cavalo · g7 preto peão · h7 preto peão · c6 preto cavalo · d6 preto peão · f6 preto cavalo · e5 preto peão · c4 branco bispo · e4 branco peão · a2 branco peão · b2 branco peão · c2 branco peão · d2 branco peão · f2 branco peão · g2 branco peão · h2 branco peão · a1 branco torre · b1 branco cavalo · c1 branco bispo · d1 branco rainha · e1 branco rei · h1 branco torre | a8 preto torre · c8 preto bispo · d8 preto rainha · e8 preto rei · f8 preto bispo · h8 preto torre · a7 preto peão · b7 preto peão · c7 preto peão · f7 branco cavalo · g7 preto peão · h7 preto peão · c6 preto cavalo · d6 preto peão · f6 preto cavalo · e5 preto peão · c4 branco bispo · e4 branco peão · a2 branco peão · b2 branco peão · c2 branco peão · d2 branco peão · f2 branco peão · g2 branco peão · h2 branco peão · a1 branco torre · b1 branco cavalo · c1 branco bispo · d1 branco rainha · e1 branco rei · h1 branco torre | a8 preto torre · c8 preto bispo · d8 preto rainha · e8 preto rei · f8 preto bispo · h8 preto torre · a7 preto peão · b7 preto peão · c7 preto peão · f7 branco cavalo · g7 preto peão · h7 preto peão · c6 preto cavalo · d6 preto peão · f6 preto cavalo · e5 preto peão · c4 branco bispo · e4 branco peão · a2 branco peão · b2 branco peão · c2 branco peão · d2 branco peão · f2 branco peão · g2 branco peão · h2 branco peão · a1 branco torre · b1 branco cavalo · c1 branco bispo · d1 branco rainha · e1 branco rei · h1 branco torre | a8 preto torre · c8 preto bispo · d8 preto rainha · e8 preto rei · f8 preto bispo · h8 preto torre · a7 preto peão · b7 preto peão · c7 preto peão · f7 branco cavalo · g7 preto peão · h7 preto peão · c6 preto cavalo · d6 preto peão · f6 preto cavalo · e5 preto peão · c4 branco bispo · e4 branco peão · a2 branco peão · b2 branco peão · c2 branco peão · d2 branco peão · f2 branco peão · g2 branco peão · h2 branco peão · a1 branco torre · b1 branco cavalo · c1 branco bispo · d1 branco rainha · e1 branco rei · h1 branco torre | 6 |
| 5 | a8 preto torre · c8 preto bispo · d8 preto rainha · e8 preto rei · f8 preto bispo · h8 preto torre · a7 preto peão · b7 preto peão · c7 preto peão · f7 branco cavalo · g7 preto peão · h7 preto peão · c6 preto cavalo · d6 preto peão · f6 preto cavalo · e5 preto peão · c4 branco bispo · e4 branco peão · a2 branco peão · b2 branco peão · c2 branco peão · d2 branco peão · f2 branco peão · g2 branco peão · h2 branco peão · a1 branco torre · b1 branco cavalo · c1 branco bispo · d1 branco rainha · e1 branco rei · h1 branco torre | a8 preto torre · c8 preto bispo · d8 preto rainha · e8 preto rei · f8 preto bispo · h8 preto torre · a7 preto peão · b7 preto peão · c7 preto peão · f7 branco cavalo · g7 preto peão · h7 preto peão · c6 preto cavalo · d6 preto peão · f6 preto cavalo · e5 preto peão · c4 branco bispo · e4 branco peão · a2 branco peão · b2 branco peão · c2 branco peão · d2 branco peão · f2 branco peão · g2 branco peão · h2 branco peão · a1 branco torre · b1 branco cavalo · c1 branco bispo · d1 branco rainha · e1 branco rei · h1 branco torre | a8 preto torre · c8 preto bispo · d8 preto rainha · e8 preto rei · f8 preto bispo · h8 preto torre · a7 preto peão · b7 preto peão · c7 preto peão · f7 branco cavalo · g7 preto peão · h7 preto peão · c6 preto cavalo · d6 preto peão · f6 preto cavalo · e5 preto peão · c4 branco bispo · e4 branco peão · a2 branco peão · b2 branco peão · c2 branco peão · d2 branco peão · f2 branco peão · g2 branco peão · h2 branco peão · a1 branco torre · b1 branco cavalo · c1 branco bispo · d1 branco rainha · e1 branco rei · h1 branco torre | a8 preto torre · c8 preto bispo · d8 preto rainha · e8 preto rei · f8 preto bispo · h8 preto torre · a7 preto peão · b7 preto peão · c7 preto peão · f7 branco cavalo · g7 preto peão · h7 preto peão · c6 preto cavalo · d6 preto peão · f6 preto cavalo · e5 preto peão · c4 branco bispo · e4 branco peão · a2 branco peão · b2 branco peão · c2 branco peão · d2 branco peão · f2 branco peão · g2 branco peão · h2 branco peão · a1 branco torre · b1 branco cavalo · c1 branco bispo · d1 branco rainha · e1 branco rei · h1 branco torre | a8 preto torre · c8 preto bispo · d8 preto rainha · e8 preto rei · f8 preto bispo · h8 preto torre · a7 preto peão · b7 preto peão · c7 preto peão · f7 branco cavalo · g7 preto peão · h7 preto peão · c6 preto cavalo · d6 preto peão · f6 preto cavalo · e5 preto peão · c4 branco bispo · e4 branco peão · a2 branco peão · b2 branco peão · c2 branco peão · d2 branco peão · f2 branco peão · g2 branco peão · h2 branco peão · a1 branco torre · b1 branco cavalo · c1 branco bispo · d1 branco rainha · e1 branco rei · h1 branco torre | a8 preto torre · c8 preto bispo · d8 preto rainha · e8 preto rei · f8 preto bispo · h8 preto torre · a7 preto peão · b7 preto peão · c7 preto peão · f7 branco cavalo · g7 preto peão · h7 preto peão · c6 preto cavalo · d6 preto peão · f6 preto cavalo · e5 preto peão · c4 branco bispo · e4 branco peão · a2 branco peão · b2 branco peão · c2 branco peão · d2 branco peão · f2 branco peão · g2 branco peão · h2 branco peão · a1 branco torre · b1 branco cavalo · c1 branco bispo · d1 branco rainha · e1 branco rei · h1 branco torre | a8 preto torre · c8 preto bispo · d8 preto rainha · e8 preto rei · f8 preto bispo · h8 preto torre · a7 preto peão · b7 preto peão · c7 preto peão · f7 branco cavalo · g7 preto peão · h7 preto peão · c6 preto cavalo · d6 preto peão · f6 preto cavalo · e5 preto peão · c4 branco bispo · e4 branco peão · a2 branco peão · b2 branco peão · c2 branco peão · d2 branco peão · f2 branco peão · g2 branco peão · h2 branco peão · a1 branco torre · b1 branco cavalo · c1 branco bispo · d1 branco rainha · e1 branco rei · h1 branco torre | a8 preto torre · c8 preto bispo · d8 preto rainha · e8 preto rei · f8 preto bispo · h8 preto torre · a7 preto peão · b7 preto peão · c7 preto peão · f7 branco cavalo · g7 preto peão · h7 preto peão · c6 preto cavalo · d6 preto peão · f6 preto cavalo · e5 preto peão · c4 branco bispo · e4 branco peão · a2 branco peão · b2 branco peão · c2 branco peão · d2 branco peão · f2 branco peão · g2 branco peão · h2 branco peão · a1 branco torre · b1 branco cavalo · c1 branco bispo · d1 branco rainha · e1 branco rei · h1 branco torre | 5 |
| 4 | a8 preto torre · c8 preto bispo · d8 preto rainha · e8 preto rei · f8 preto bispo · h8 preto torre · a7 preto peão · b7 preto peão · c7 preto peão · f7 branco cavalo · g7 preto peão · h7 preto peão · c6 preto cavalo · d6 preto peão · f6 preto cavalo · e5 preto peão · c4 branco bispo · e4 branco peão · a2 branco peão · b2 branco peão · c2 branco peão · d2 branco peão · f2 branco peão · g2 branco peão · h2 branco peão · a1 branco torre · b1 branco cavalo · c1 branco bispo · d1 branco rainha · e1 branco rei · h1 branco torre | a8 preto torre · c8 preto bispo · d8 preto rainha · e8 preto rei · f8 preto bispo · h8 preto torre · a7 preto peão · b7 preto peão · c7 preto peão · f7 branco cavalo · g7 preto peão · h7 preto peão · c6 preto cavalo · d6 preto peão · f6 preto cavalo · e5 preto peão · c4 branco bispo · e4 branco peão · a2 branco peão · b2 branco peão · c2 branco peão · d2 branco peão · f2 branco peão · g2 branco peão · h2 branco peão · a1 branco torre · b1 branco cavalo · c1 branco bispo · d1 branco rainha · e1 branco rei · h1 branco torre | a8 preto torre · c8 preto bispo · d8 preto rainha · e8 preto rei · f8 preto bispo · h8 preto torre · a7 preto peão · b7 preto peão · c7 preto peão · f7 branco cavalo · g7 preto peão · h7 preto peão · c6 preto cavalo · d6 preto peão · f6 preto cavalo · e5 preto peão · c4 branco bispo · e4 branco peão · a2 branco peão · b2 branco peão · c2 branco peão · d2 branco peão · f2 branco peão · g2 branco peão · h2 branco peão · a1 branco torre · b1 branco cavalo · c1 branco bispo · d1 branco rainha · e1 branco rei · h1 branco torre | a8 preto torre · c8 preto bispo · d8 preto rainha · e8 preto rei · f8 preto bispo · h8 preto torre · a7 preto peão · b7 preto peão · c7 preto peão · f7 branco cavalo · g7 preto peão · h7 preto peão · c6 preto cavalo · d6 preto peão · f6 preto cavalo · e5 preto peão · c4 branco bispo · e4 branco peão · a2 branco peão · b2 branco peão · c2 branco peão · d2 branco peão · f2 branco peão · g2 branco peão · h2 branco peão · a1 branco torre · b1 branco cavalo · c1 branco bispo · d1 branco rainha · e1 branco rei · h1 branco torre | a8 preto torre · c8 preto bispo · d8 preto rainha · e8 preto rei · f8 preto bispo · h8 preto torre · a7 preto peão · b7 preto peão · c7 preto peão · f7 branco cavalo · g7 preto peão · h7 preto peão · c6 preto cavalo · d6 preto peão · f6 preto cavalo · e5 preto peão · c4 branco bispo · e4 branco peão · a2 branco peão · b2 branco peão · c2 branco peão · d2 branco peão · f2 branco peão · g2 branco peão · h2 branco peão · a1 branco torre · b1 branco cavalo · c1 branco bispo · d1 branco rainha · e1 branco rei · h1 branco torre | a8 preto torre · c8 preto bispo · d8 preto rainha · e8 preto rei · f8 preto bispo · h8 preto torre · a7 preto peão · b7 preto peão · c7 preto peão · f7 branco cavalo · g7 preto peão · h7 preto peão · c6 preto cavalo · d6 preto peão · f6 preto cavalo · e5 preto peão · c4 branco bispo · e4 branco peão · a2 branco peão · b2 branco peão · c2 branco peão · d2 branco peão · f2 branco peão · g2 branco peão · h2 branco peão · a1 branco torre · b1 branco cavalo · c1 branco bispo · d1 branco rainha · e1 branco rei · h1 branco torre | a8 preto torre · c8 preto bispo · d8 preto rainha · e8 preto rei · f8 preto bispo · h8 preto torre · a7 preto peão · b7 preto peão · c7 preto peão · f7 branco cavalo · g7 preto peão · h7 preto peão · c6 preto cavalo · d6 preto peão · f6 preto cavalo · e5 preto peão · c4 branco bispo · e4 branco peão · a2 branco peão · b2 branco peão · c2 branco peão · d2 branco peão · f2 branco peão · g2 branco peão · h2 branco peão · a1 branco torre · b1 branco cavalo · c1 branco bispo · d1 branco rainha · e1 branco rei · h1 branco torre | a8 preto torre · c8 preto bispo · d8 preto rainha · e8 preto rei · f8 preto bispo · h8 preto torre · a7 preto peão · b7 preto peão · c7 preto peão · f7 branco cavalo · g7 preto peão · h7 preto peão · c6 preto cavalo · d6 preto peão · f6 preto cavalo · e5 preto peão · c4 branco bispo · e4 branco peão · a2 branco peão · b2 branco peão · c2 branco peão · d2 branco peão · f2 branco peão · g2 branco peão · h2 branco peão · a1 branco torre · b1 branco cavalo · c1 branco bispo · d1 branco rainha · e1 branco rei · h1 branco torre | 4 |
| 3 | a8 preto torre · c8 preto bispo · d8 preto rainha · e8 preto rei · f8 preto bispo · h8 preto torre · a7 preto peão · b7 preto peão · c7 preto peão · f7 branco cavalo · g7 preto peão · h7 preto peão · c6 preto cavalo · d6 preto peão · f6 preto cavalo · e5 preto peão · c4 branco bispo · e4 branco peão · a2 branco peão · b2 branco peão · c2 branco peão · d2 branco peão · f2 branco peão · g2 branco peão · h2 branco peão · a1 branco torre · b1 branco cavalo · c1 branco bispo · d1 branco rainha · e1 branco rei · h1 branco torre | a8 preto torre · c8 preto bispo · d8 preto rainha · e8 preto rei · f8 preto bispo · h8 preto torre · a7 preto peão · b7 preto peão · c7 preto peão · f7 branco cavalo · g7 preto peão · h7 preto peão · c6 preto cavalo · d6 preto peão · f6 preto cavalo · e5 preto peão · c4 branco bispo · e4 branco peão · a2 branco peão · b2 branco peão · c2 branco peão · d2 branco peão · f2 branco peão · g2 branco peão · h2 branco peão · a1 branco torre · b1 branco cavalo · c1 branco bispo · d1 branco rainha · e1 branco rei · h1 branco torre | a8 preto torre · c8 preto bispo · d8 preto rainha · e8 preto rei · f8 preto bispo · h8 preto torre · a7 preto peão · b7 preto peão · c7 preto peão · f7 branco cavalo · g7 preto peão · h7 preto peão · c6 preto cavalo · d6 preto peão · f6 preto cavalo · e5 preto peão · c4 branco bispo · e4 branco peão · a2 branco peão · b2 branco peão · c2 branco peão · d2 branco peão · f2 branco peão · g2 branco peão · h2 branco peão · a1 branco torre · b1 branco cavalo · c1 branco bispo · d1 branco rainha · e1 branco rei · h1 branco torre | a8 preto torre · c8 preto bispo · d8 preto rainha · e8 preto rei · f8 preto bispo · h8 preto torre · a7 preto peão · b7 preto peão · c7 preto peão · f7 branco cavalo · g7 preto peão · h7 preto peão · c6 preto cavalo · d6 preto peão · f6 preto cavalo · e5 preto peão · c4 branco bispo · e4 branco peão · a2 branco peão · b2 branco peão · c2 branco peão · d2 branco peão · f2 branco peão · g2 branco peão · h2 branco peão · a1 branco torre · b1 branco cavalo · c1 branco bispo · d1 branco rainha · e1 branco rei · h1 branco torre | a8 preto torre · c8 preto bispo · d8 preto rainha · e8 preto rei · f8 preto bispo · h8 preto torre · a7 preto peão · b7 preto peão · c7 preto peão · f7 branco cavalo · g7 preto peão · h7 preto peão · c6 preto cavalo · d6 preto peão · f6 preto cavalo · e5 preto peão · c4 branco bispo · e4 branco peão · a2 branco peão · b2 branco peão · c2 branco peão · d2 branco peão · f2 branco peão · g2 branco peão · h2 branco peão · a1 branco torre · b1 branco cavalo · c1 branco bispo · d1 branco rainha · e1 branco rei · h1 branco torre | a8 preto torre · c8 preto bispo · d8 preto rainha · e8 preto rei · f8 preto bispo · h8 preto torre · a7 preto peão · b7 preto peão · c7 preto peão · f7 branco cavalo · g7 preto peão · h7 preto peão · c6 preto cavalo · d6 preto peão · f6 preto cavalo · e5 preto peão · c4 branco bispo · e4 branco peão · a2 branco peão · b2 branco peão · c2 branco peão · d2 branco peão · f2 branco peão · g2 branco peão · h2 branco peão · a1 branco torre · b1 branco cavalo · c1 branco bispo · d1 branco rainha · e1 branco rei · h1 branco torre | a8 preto torre · c8 preto bispo · d8 preto rainha · e8 preto rei · f8 preto bispo · h8 preto torre · a7 preto peão · b7 preto peão · c7 preto peão · f7 branco cavalo · g7 preto peão · h7 preto peão · c6 preto cavalo · d6 preto peão · f6 preto cavalo · e5 preto peão · c4 branco bispo · e4 branco peão · a2 branco peão · b2 branco peão · c2 branco peão · d2 branco peão · f2 branco peão · g2 branco peão · h2 branco peão · a1 branco torre · b1 branco cavalo · c1 branco bispo · d1 branco rainha · e1 branco rei · h1 branco torre | a8 preto torre · c8 preto bispo · d8 preto rainha · e8 preto rei · f8 preto bispo · h8 preto torre · a7 preto peão · b7 preto peão · c7 preto peão · f7 branco cavalo · g7 preto peão · h7 preto peão · c6 preto cavalo · d6 preto peão · f6 preto cavalo · e5 preto peão · c4 branco bispo · e4 branco peão · a2 branco peão · b2 branco peão · c2 branco peão · d2 branco peão · f2 branco peão · g2 branco peão · h2 branco peão · a1 branco torre · b1 branco cavalo · c1 branco bispo · d1 branco rainha · e1 branco rei · h1 branco torre | 3 |
| 2 | a8 preto torre · c8 preto bispo · d8 preto rainha · e8 preto rei · f8 preto bispo · h8 preto torre · a7 preto peão · b7 preto peão · c7 preto peão · f7 branco cavalo · g7 preto peão · h7 preto peão · c6 preto cavalo · d6 preto peão · f6 preto cavalo · e5 preto peão · c4 branco bispo · e4 branco peão · a2 branco peão · b2 branco peão · c2 branco peão · d2 branco peão · f2 branco peão · g2 branco peão · h2 branco peão · a1 branco torre · b1 branco cavalo · c1 branco bispo · d1 branco rainha · e1 branco rei · h1 branco torre | a8 preto torre · c8 preto bispo · d8 preto rainha · e8 preto rei · f8 preto bispo · h8 preto torre · a7 preto peão · b7 preto peão · c7 preto peão · f7 branco cavalo · g7 preto peão · h7 preto peão · c6 preto cavalo · d6 preto peão · f6 preto cavalo · e5 preto peão · c4 branco bispo · e4 branco peão · a2 branco peão · b2 branco peão · c2 branco peão · d2 branco peão · f2 branco peão · g2 branco peão · h2 branco peão · a1 branco torre · b1 branco cavalo · c1 branco bispo · d1 branco rainha · e1 branco rei · h1 branco torre | a8 preto torre · c8 preto bispo · d8 preto rainha · e8 preto rei · f8 preto bispo · h8 preto torre · a7 preto peão · b7 preto peão · c7 preto peão · f7 branco cavalo · g7 preto peão · h7 preto peão · c6 preto cavalo · d6 preto peão · f6 preto cavalo · e5 preto peão · c4 branco bispo · e4 branco peão · a2 branco peão · b2 branco peão · c2 branco peão · d2 branco peão · f2 branco peão · g2 branco peão · h2 branco peão · a1 branco torre · b1 branco cavalo · c1 branco bispo · d1 branco rainha · e1 branco rei · h1 branco torre | a8 preto torre · c8 preto bispo · d8 preto rainha · e8 preto rei · f8 preto bispo · h8 preto torre · a7 preto peão · b7 preto peão · c7 preto peão · f7 branco cavalo · g7 preto peão · h7 preto peão · c6 preto cavalo · d6 preto peão · f6 preto cavalo · e5 preto peão · c4 branco bispo · e4 branco peão · a2 branco peão · b2 branco peão · c2 branco peão · d2 branco peão · f2 branco peão · g2 branco peão · h2 branco peão · a1 branco torre · b1 branco cavalo · c1 branco bispo · d1 branco rainha · e1 branco rei · h1 branco torre | a8 preto torre · c8 preto bispo · d8 preto rainha · e8 preto rei · f8 preto bispo · h8 preto torre · a7 preto peão · b7 preto peão · c7 preto peão · f7 branco cavalo · g7 preto peão · h7 preto peão · c6 preto cavalo · d6 preto peão · f6 preto cavalo · e5 preto peão · c4 branco bispo · e4 branco peão · a2 branco peão · b2 branco peão · c2 branco peão · d2 branco peão · f2 branco peão · g2 branco peão · h2 branco peão · a1 branco torre · b1 branco cavalo · c1 branco bispo · d1 branco rainha · e1 branco rei · h1 branco torre | a8 preto torre · c8 preto bispo · d8 preto rainha · e8 preto rei · f8 preto bispo · h8 preto torre · a7 preto peão · b7 preto peão · c7 preto peão · f7 branco cavalo · g7 preto peão · h7 preto peão · c6 preto cavalo · d6 preto peão · f6 preto cavalo · e5 preto peão · c4 branco bispo · e4 branco peão · a2 branco peão · b2 branco peão · c2 branco peão · d2 branco peão · f2 branco peão · g2 branco peão · h2 branco peão · a1 branco torre · b1 branco cavalo · c1 branco bispo · d1 branco rainha · e1 branco rei · h1 branco torre | a8 preto torre · c8 preto bispo · d8 preto rainha · e8 preto rei · f8 preto bispo · h8 preto torre · a7 preto peão · b7 preto peão · c7 preto peão · f7 branco cavalo · g7 preto peão · h7 preto peão · c6 preto cavalo · d6 preto peão · f6 preto cavalo · e5 preto peão · c4 branco bispo · e4 branco peão · a2 branco peão · b2 branco peão · c2 branco peão · d2 branco peão · f2 branco peão · g2 branco peão · h2 branco peão · a1 branco torre · b1 branco cavalo · c1 branco bispo · d1 branco rainha · e1 branco rei · h1 branco torre | a8 preto torre · c8 preto bispo · d8 preto rainha · e8 preto rei · f8 preto bispo · h8 preto torre · a7 preto peão · b7 preto peão · c7 preto peão · f7 branco cavalo · g7 preto peão · h7 preto peão · c6 preto cavalo · d6 preto peão · f6 preto cavalo · e5 preto peão · c4 branco bispo · e4 branco peão · a2 branco peão · b2 branco peão · c2 branco peão · d2 branco peão · f2 branco peão · g2 branco peão · h2 branco peão · a1 branco torre · b1 branco cavalo · c1 branco bispo · d1 branco rainha · e1 branco rei · h1 branco torre | 2 |
| 1 | a8 preto torre · c8 preto bispo · d8 preto rainha · e8 preto rei · f8 preto bispo · h8 preto torre · a7 preto peão · b7 preto peão · c7 preto peão · f7 branco cavalo · g7 preto peão · h7 preto peão · c6 preto cavalo · d6 preto peão · f6 preto cavalo · e5 preto peão · c4 branco bispo · e4 branco peão · a2 branco peão · b2 branco peão · c2 branco peão · d2 branco peão · f2 branco peão · g2 branco peão · h2 branco peão · a1 branco torre · b1 branco cavalo · c1 branco bispo · d1 branco rainha · e1 branco rei · h1 branco torre | a8 preto torre · c8 preto bispo · d8 preto rainha · e8 preto rei · f8 preto bispo · h8 preto torre · a7 preto peão · b7 preto peão · c7 preto peão · f7 branco cavalo · g7 preto peão · h7 preto peão · c6 preto cavalo · d6 preto peão · f6 preto cavalo · e5 preto peão · c4 branco bispo · e4 branco peão · a2 branco peão · b2 branco peão · c2 branco peão · d2 branco peão · f2 branco peão · g2 branco peão · h2 branco peão · a1 branco torre · b1 branco cavalo · c1 branco bispo · d1 branco rainha · e1 branco rei · h1 branco torre | a8 preto torre · c8 preto bispo · d8 preto rainha · e8 preto rei · f8 preto bispo · h8 preto torre · a7 preto peão · b7 preto peão · c7 preto peão · f7 branco cavalo · g7 preto peão · h7 preto peão · c6 preto cavalo · d6 preto peão · f6 preto cavalo · e5 preto peão · c4 branco bispo · e4 branco peão · a2 branco peão · b2 branco peão · c2 branco peão · d2 branco peão · f2 branco peão · g2 branco peão · h2 branco peão · a1 branco torre · b1 branco cavalo · c1 branco bispo · d1 branco rainha · e1 branco rei · h1 branco torre | a8 preto torre · c8 preto bispo · d8 preto rainha · e8 preto rei · f8 preto bispo · h8 preto torre · a7 preto peão · b7 preto peão · c7 preto peão · f7 branco cavalo · g7 preto peão · h7 preto peão · c6 preto cavalo · d6 preto peão · f6 preto cavalo · e5 preto peão · c4 branco bispo · e4 branco peão · a2 branco peão · b2 branco peão · c2 branco peão · d2 branco peão · f2 branco peão · g2 branco peão · h2 branco peão · a1 branco torre · b1 branco cavalo · c1 branco bispo · d1 branco rainha · e1 branco rei · h1 branco torre | a8 preto torre · c8 preto bispo · d8 preto rainha · e8 preto rei · f8 preto bispo · h8 preto torre · a7 preto peão · b7 preto peão · c7 preto peão · f7 branco cavalo · g7 preto peão · h7 preto peão · c6 preto cavalo · d6 preto peão · f6 preto cavalo · e5 preto peão · c4 branco bispo · e4 branco peão · a2 branco peão · b2 branco peão · c2 branco peão · d2 branco peão · f2 branco peão · g2 branco peão · h2 branco peão · a1 branco torre · b1 branco cavalo · c1 branco bispo · d1 branco rainha · e1 branco rei · h1 branco torre | a8 preto torre · c8 preto bispo · d8 preto rainha · e8 preto rei · f8 preto bispo · h8 preto torre · a7 preto peão · b7 preto peão · c7 preto peão · f7 branco cavalo · g7 preto peão · h7 preto peão · c6 preto cavalo · d6 preto peão · f6 preto cavalo · e5 preto peão · c4 branco bispo · e4 branco peão · a2 branco peão · b2 branco peão · c2 branco peão · d2 branco peão · f2 branco peão · g2 branco peão · h2 branco peão · a1 branco torre · b1 branco cavalo · c1 branco bispo · d1 branco rainha · e1 branco rei · h1 branco torre | a8 preto torre · c8 preto bispo · d8 preto rainha · e8 preto rei · f8 preto bispo · h8 preto torre · a7 preto peão · b7 preto peão · c7 preto peão · f7 branco cavalo · g7 preto peão · h7 preto peão · c6 preto cavalo · d6 preto peão · f6 preto cavalo · e5 preto peão · c4 branco bispo · e4 branco peão · a2 branco peão · b2 branco peão · c2 branco peão · d2 branco peão · f2 branco peão · g2 branco peão · h2 branco peão · a1 branco torre · b1 branco cavalo · c1 branco bispo · d1 branco rainha · e1 branco rei · h1 branco torre | a8 preto torre · c8 preto bispo · d8 preto rainha · e8 preto rei · f8 preto bispo · h8 preto torre · a7 preto peão · b7 preto peão · c7 preto peão · f7 branco cavalo · g7 preto peão · h7 preto peão · c6 preto cavalo · d6 preto peão · f6 preto cavalo · e5 preto peão · c4 branco bispo · e4 branco peão · a2 branco peão · b2 branco peão · c2 branco peão · d2 branco peão · f2 branco peão · g2 branco peão · h2 branco peão · a1 branco torre · b1 branco cavalo · c1 branco bispo · d1 branco rainha · e1 branco rei · h1 branco torre | 1 |
|   | a | b | c | d | e | f | g | h |   |

O garfo é uma tática extremamente simples que consiste em realizar um ataque duplo a duas peças desprotegidas, ou ao Rei e uma outra peça qualquer.  A figura ao lado talvez represente o mais clássico dos garfos de cavalo, sendo apoiado apenas pelo bispo, as pretas terão que escolher entre sua torre do Rei ou a Dama ou do peão, pois o cavalo irá capturar uma delas na próxima jogada.  Este tipo de garfo também pode ser feito na ala da Dama, neste caso será ameaçado o Rei e a torre da Dama.  Uma vez que o cavalo esteja apoiado por qualquer outra peça, a presença da Dama será inútil e a torre será capturada na sequência.

## Pregadura
|   | a | b | c | d | e | f | g | h |   |
| 8 | a8 preto torre · d8 preto rainha · e8 preto rei · f8 preto bispo · g8 preto cavalo · h8 preto torre · a7 preto peão · b7 preto peão · c7 preto peão · e7 preto peão · f7 preto peão · g7 preto peão · h7 preto peão · c6 preto cavalo · d6 preto peão · b5 branco bispo · e4 branco peão · g4 preto bispo · f3 branco cavalo · a2 branco peão · b2 branco peão · c2 branco peão · d2 branco peão · f2 branco peão · g2 branco peão · h2 branco peão · a1 branco torre · b1 branco cavalo · c1 branco bispo · d1 branco rainha · e1 branco rei · g1 branco cavalo · h1 branco torre | a8 preto torre · d8 preto rainha · e8 preto rei · f8 preto bispo · g8 preto cavalo · h8 preto torre · a7 preto peão · b7 preto peão · c7 preto peão · e7 preto peão · f7 preto peão · g7 preto peão · h7 preto peão · c6 preto cavalo · d6 preto peão · b5 branco bispo · e4 branco peão · g4 preto bispo · f3 branco cavalo · a2 branco peão · b2 branco peão · c2 branco peão · d2 branco peão · f2 branco peão · g2 branco peão · h2 branco peão · a1 branco torre · b1 branco cavalo · c1 branco bispo · d1 branco rainha · e1 branco rei · g1 branco cavalo · h1 branco torre | a8 preto torre · d8 preto rainha · e8 preto rei · f8 preto bispo · g8 preto cavalo · h8 preto torre · a7 preto peão · b7 preto peão · c7 preto peão · e7 preto peão · f7 preto peão · g7 preto peão · h7 preto peão · c6 preto cavalo · d6 preto peão · b5 branco bispo · e4 branco peão · g4 preto bispo · f3 branco cavalo · a2 branco peão · b2 branco peão · c2 branco peão · d2 branco peão · f2 branco peão · g2 branco peão · h2 branco peão · a1 branco torre · b1 branco cavalo · c1 branco bispo · d1 branco rainha · e1 branco rei · g1 branco cavalo · h1 branco torre | a8 preto torre · d8 preto rainha · e8 preto rei · f8 preto bispo · g8 preto cavalo · h8 preto torre · a7 preto peão · b7 preto peão · c7 preto peão · e7 preto peão · f7 preto peão · g7 preto peão · h7 preto peão · c6 preto cavalo · d6 preto peão · b5 branco bispo · e4 branco peão · g4 preto bispo · f3 branco cavalo · a2 branco peão · b2 branco peão · c2 branco peão · d2 branco peão · f2 branco peão · g2 branco peão · h2 branco peão · a1 branco torre · b1 branco cavalo · c1 branco bispo · d1 branco rainha · e1 branco rei · g1 branco cavalo · h1 branco torre | a8 preto torre · d8 preto rainha · e8 preto rei · f8 preto bispo · g8 preto cavalo · h8 preto torre · a7 preto peão · b7 preto peão · c7 preto peão · e7 preto peão · f7 preto peão · g7 preto peão · h7 preto peão · c6 preto cavalo · d6 preto peão · b5 branco bispo · e4 branco peão · g4 preto bispo · f3 branco cavalo · a2 branco peão · b2 branco peão · c2 branco peão · d2 branco peão · f2 branco peão · g2 branco peão · h2 branco peão · a1 branco torre · b1 branco cavalo · c1 branco bispo · d1 branco rainha · e1 branco rei · g1 branco cavalo · h1 branco torre | a8 preto torre · d8 preto rainha · e8 preto rei · f8 preto bispo · g8 preto cavalo · h8 preto torre · a7 preto peão · b7 preto peão · c7 preto peão · e7 preto peão · f7 preto peão · g7 preto peão · h7 preto peão · c6 preto cavalo · d6 preto peão · b5 branco bispo · e4 branco peão · g4 preto bispo · f3 branco cavalo · a2 branco peão · b2 branco peão · c2 branco peão · d2 branco peão · f2 branco peão · g2 branco peão · h2 branco peão · a1 branco torre · b1 branco cavalo · c1 branco bispo · d1 branco rainha · e1 branco rei · g1 branco cavalo · h1 branco torre | a8 preto torre · d8 preto rainha · e8 preto rei · f8 preto bispo · g8 preto cavalo · h8 preto torre · a7 preto peão · b7 preto peão · c7 preto peão · e7 preto peão · f7 preto peão · g7 preto peão · h7 preto peão · c6 preto cavalo · d6 preto peão · b5 branco bispo · e4 branco peão · g4 preto bispo · f3 branco cavalo · a2 branco peão · b2 branco peão · c2 branco peão · d2 branco peão · f2 branco peão · g2 branco peão · h2 branco peão · a1 branco torre · b1 branco cavalo · c1 branco bispo · d1 branco rainha · e1 branco rei · g1 branco cavalo · h1 branco torre | a8 preto torre · d8 preto rainha · e8 preto rei · f8 preto bispo · g8 preto cavalo · h8 preto torre · a7 preto peão · b7 preto peão · c7 preto peão · e7 preto peão · f7 preto peão · g7 preto peão · h7 preto peão · c6 preto cavalo · d6 preto peão · b5 branco bispo · e4 branco peão · g4 preto bispo · f3 branco cavalo · a2 branco peão · b2 branco peão · c2 branco peão · d2 branco peão · f2 branco peão · g2 branco peão · h2 branco peão · a1 branco torre · b1 branco cavalo · c1 branco bispo · d1 branco rainha · e1 branco rei · g1 branco cavalo · h1 branco torre | 8 |
| 7 | a8 preto torre · d8 preto rainha · e8 preto rei · f8 preto bispo · g8 preto cavalo · h8 preto torre · a7 preto peão · b7 preto peão · c7 preto peão · e7 preto peão · f7 preto peão · g7 preto peão · h7 preto peão · c6 preto cavalo · d6 preto peão · b5 branco bispo · e4 branco peão · g4 preto bispo · f3 branco cavalo · a2 branco peão · b2 branco peão · c2 branco peão · d2 branco peão · f2 branco peão · g2 branco peão · h2 branco peão · a1 branco torre · b1 branco cavalo · c1 branco bispo · d1 branco rainha · e1 branco rei · g1 branco cavalo · h1 branco torre | a8 preto torre · d8 preto rainha · e8 preto rei · f8 preto bispo · g8 preto cavalo · h8 preto torre · a7 preto peão · b7 preto peão · c7 preto peão · e7 preto peão · f7 preto peão · g7 preto peão · h7 preto peão · c6 preto cavalo · d6 preto peão · b5 branco bispo · e4 branco peão · g4 preto bispo · f3 branco cavalo · a2 branco peão · b2 branco peão · c2 branco peão · d2 branco peão · f2 branco peão · g2 branco peão · h2 branco peão · a1 branco torre · b1 branco cavalo · c1 branco bispo · d1 branco rainha · e1 branco rei · g1 branco cavalo · h1 branco torre | a8 preto torre · d8 preto rainha · e8 preto rei · f8 preto bispo · g8 preto cavalo · h8 preto torre · a7 preto peão · b7 preto peão · c7 preto peão · e7 preto peão · f7 preto peão · g7 preto peão · h7 preto peão · c6 preto cavalo · d6 preto peão · b5 branco bispo · e4 branco peão · g4 preto bispo · f3 branco cavalo · a2 branco peão · b2 branco peão · c2 branco peão · d2 branco peão · f2 branco peão · g2 branco peão · h2 branco peão · a1 branco torre · b1 branco cavalo · c1 branco bispo · d1 branco rainha · e1 branco rei · g1 branco cavalo · h1 branco torre | a8 preto torre · d8 preto rainha · e8 preto rei · f8 preto bispo · g8 preto cavalo · h8 preto torre · a7 preto peão · b7 preto peão · c7 preto peão · e7 preto peão · f7 preto peão · g7 preto peão · h7 preto peão · c6 preto cavalo · d6 preto peão · b5 branco bispo · e4 branco peão · g4 preto bispo · f3 branco cavalo · a2 branco peão · b2 branco peão · c2 branco peão · d2 branco peão · f2 branco peão · g2 branco peão · h2 branco peão · a1 branco torre · b1 branco cavalo · c1 branco bispo · d1 branco rainha · e1 branco rei · g1 branco cavalo · h1 branco torre | a8 preto torre · d8 preto rainha · e8 preto rei · f8 preto bispo · g8 preto cavalo · h8 preto torre · a7 preto peão · b7 preto peão · c7 preto peão · e7 preto peão · f7 preto peão · g7 preto peão · h7 preto peão · c6 preto cavalo · d6 preto peão · b5 branco bispo · e4 branco peão · g4 preto bispo · f3 branco cavalo · a2 branco peão · b2 branco peão · c2 branco peão · d2 branco peão · f2 branco peão · g2 branco peão · h2 branco peão · a1 branco torre · b1 branco cavalo · c1 branco bispo · d1 branco rainha · e1 branco rei · g1 branco cavalo · h1 branco torre | a8 preto torre · d8 preto rainha · e8 preto rei · f8 preto bispo · g8 preto cavalo · h8 preto torre · a7 preto peão · b7 preto peão · c7 preto peão · e7 preto peão · f7 preto peão · g7 preto peão · h7 preto peão · c6 preto cavalo · d6 preto peão · b5 branco bispo · e4 branco peão · g4 preto bispo · f3 branco cavalo · a2 branco peão · b2 branco peão · c2 branco peão · d2 branco peão · f2 branco peão · g2 branco peão · h2 branco peão · a1 branco torre · b1 branco cavalo · c1 branco bispo · d1 branco rainha · e1 branco rei · g1 branco cavalo · h1 branco torre | a8 preto torre · d8 preto rainha · e8 preto rei · f8 preto bispo · g8 preto cavalo · h8 preto torre · a7 preto peão · b7 preto peão · c7 preto peão · e7 preto peão · f7 preto peão · g7 preto peão · h7 preto peão · c6 preto cavalo · d6 preto peão · b5 branco bispo · e4 branco peão · g4 preto bispo · f3 branco cavalo · a2 branco peão · b2 branco peão · c2 branco peão · d2 branco peão · f2 branco peão · g2 branco peão · h2 branco peão · a1 branco torre · b1 branco cavalo · c1 branco bispo · d1 branco rainha · e1 branco rei · g1 branco cavalo · h1 branco torre | a8 preto torre · d8 preto rainha · e8 preto rei · f8 preto bispo · g8 preto cavalo · h8 preto torre · a7 preto peão · b7 preto peão · c7 preto peão · e7 preto peão · f7 preto peão · g7 preto peão · h7 preto peão · c6 preto cavalo · d6 preto peão · b5 branco bispo · e4 branco peão · g4 preto bispo · f3 branco cavalo · a2 branco peão · b2 branco peão · c2 branco peão · d2 branco peão · f2 branco peão · g2 branco peão · h2 branco peão · a1 branco torre · b1 branco cavalo · c1 branco bispo · d1 branco rainha · e1 branco rei · g1 branco cavalo · h1 branco torre | 7 |
| 6 | a8 preto torre · d8 preto rainha · e8 preto rei · f8 preto bispo · g8 preto cavalo · h8 preto torre · a7 preto peão · b7 preto peão · c7 preto peão · e7 preto peão · f7 preto peão · g7 preto peão · h7 preto peão · c6 preto cavalo · d6 preto peão · b5 branco bispo · e4 branco peão · g4 preto bispo · f3 branco cavalo · a2 branco peão · b2 branco peão · c2 branco peão · d2 branco peão · f2 branco peão · g2 branco peão · h2 branco peão · a1 branco torre · b1 branco cavalo · c1 branco bispo · d1 branco rainha · e1 branco rei · g1 branco cavalo · h1 branco torre | a8 preto torre · d8 preto rainha · e8 preto rei · f8 preto bispo · g8 preto cavalo · h8 preto torre · a7 preto peão · b7 preto peão · c7 preto peão · e7 preto peão · f7 preto peão · g7 preto peão · h7 preto peão · c6 preto cavalo · d6 preto peão · b5 branco bispo · e4 branco peão · g4 preto bispo · f3 branco cavalo · a2 branco peão · b2 branco peão · c2 branco peão · d2 branco peão · f2 branco peão · g2 branco peão · h2 branco peão · a1 branco torre · b1 branco cavalo · c1 branco bispo · d1 branco rainha · e1 branco rei · g1 branco cavalo · h1 branco torre | a8 preto torre · d8 preto rainha · e8 preto rei · f8 preto bispo · g8 preto cavalo · h8 preto torre · a7 preto peão · b7 preto peão · c7 preto peão · e7 preto peão · f7 preto peão · g7 preto peão · h7 preto peão · c6 preto cavalo · d6 preto peão · b5 branco bispo · e4 branco peão · g4 preto bispo · f3 branco cavalo · a2 branco peão · b2 branco peão · c2 branco peão · d2 branco peão · f2 branco peão · g2 branco peão · h2 branco peão · a1 branco torre · b1 branco cavalo · c1 branco bispo · d1 branco rainha · e1 branco rei · g1 branco cavalo · h1 branco torre | a8 preto torre · d8 preto rainha · e8 preto rei · f8 preto bispo · g8 preto cavalo · h8 preto torre · a7 preto peão · b7 preto peão · c7 preto peão · e7 preto peão · f7 preto peão · g7 preto peão · h7 preto peão · c6 preto cavalo · d6 preto peão · b5 branco bispo · e4 branco peão · g4 preto bispo · f3 branco cavalo · a2 branco peão · b2 branco peão · c2 branco peão · d2 branco peão · f2 branco peão · g2 branco peão · h2 branco peão · a1 branco torre · b1 branco cavalo · c1 branco bispo · d1 branco rainha · e1 branco rei · g1 branco cavalo · h1 branco torre | a8 preto torre · d8 preto rainha · e8 preto rei · f8 preto bispo · g8 preto cavalo · h8 preto torre · a7 preto peão · b7 preto peão · c7 preto peão · e7 preto peão · f7 preto peão · g7 preto peão · h7 preto peão · c6 preto cavalo · d6 preto peão · b5 branco bispo · e4 branco peão · g4 preto bispo · f3 branco cavalo · a2 branco peão · b2 branco peão · c2 branco peão · d2 branco peão · f2 branco peão · g2 branco peão · h2 branco peão · a1 branco torre · b1 branco cavalo · c1 branco bispo · d1 branco rainha · e1 branco rei · g1 branco cavalo · h1 branco torre | a8 preto torre · d8 preto rainha · e8 preto rei · f8 preto bispo · g8 preto cavalo · h8 preto torre · a7 preto peão · b7 preto peão · c7 preto peão · e7 preto peão · f7 preto peão · g7 preto peão · h7 preto peão · c6 preto cavalo · d6 preto peão · b5 branco bispo · e4 branco peão · g4 preto bispo · f3 branco cavalo · a2 branco peão · b2 branco peão · c2 branco peão · d2 branco peão · f2 branco peão · g2 branco peão · h2 branco peão · a1 branco torre · b1 branco cavalo · c1 branco bispo · d1 branco rainha · e1 branco rei · g1 branco cavalo · h1 branco torre | a8 preto torre · d8 preto rainha · e8 preto rei · f8 preto bispo · g8 preto cavalo · h8 preto torre · a7 preto peão · b7 preto peão · c7 preto peão · e7 preto peão · f7 preto peão · g7 preto peão · h7 preto peão · c6 preto cavalo · d6 preto peão · b5 branco bispo · e4 branco peão · g4 preto bispo · f3 branco cavalo · a2 branco peão · b2 branco peão · c2 branco peão · d2 branco peão · f2 branco peão · g2 branco peão · h2 branco peão · a1 branco torre · b1 branco cavalo · c1 branco bispo · d1 branco rainha · e1 branco rei · g1 branco cavalo · h1 branco torre | a8 preto torre · d8 preto rainha · e8 preto rei · f8 preto bispo · g8 preto cavalo · h8 preto torre · a7 preto peão · b7 preto peão · c7 preto peão · e7 preto peão · f7 preto peão · g7 preto peão · h7 preto peão · c6 preto cavalo · d6 preto peão · b5 branco bispo · e4 branco peão · g4 preto bispo · f3 branco cavalo · a2 branco peão · b2 branco peão · c2 branco peão · d2 branco peão · f2 branco peão · g2 branco peão · h2 branco peão · a1 branco torre · b1 branco cavalo · c1 branco bispo · d1 branco rainha · e1 branco rei · g1 branco cavalo · h1 branco torre | 6 |
| 5 | a8 preto torre · d8 preto rainha · e8 preto rei · f8 preto bispo · g8 preto cavalo · h8 preto torre · a7 preto peão · b7 preto peão · c7 preto peão · e7 preto peão · f7 preto peão · g7 preto peão · h7 preto peão · c6 preto cavalo · d6 preto peão · b5 branco bispo · e4 branco peão · g4 preto bispo · f3 branco cavalo · a2 branco peão · b2 branco peão · c2 branco peão · d2 branco peão · f2 branco peão · g2 branco peão · h2 branco peão · a1 branco torre · b1 branco cavalo · c1 branco bispo · d1 branco rainha · e1 branco rei · g1 branco cavalo · h1 branco torre | a8 preto torre · d8 preto rainha · e8 preto rei · f8 preto bispo · g8 preto cavalo · h8 preto torre · a7 preto peão · b7 preto peão · c7 preto peão · e7 preto peão · f7 preto peão · g7 preto peão · h7 preto peão · c6 preto cavalo · d6 preto peão · b5 branco bispo · e4 branco peão · g4 preto bispo · f3 branco cavalo · a2 branco peão · b2 branco peão · c2 branco peão · d2 branco peão · f2 branco peão · g2 branco peão · h2 branco peão · a1 branco torre · b1 branco cavalo · c1 branco bispo · d1 branco rainha · e1 branco rei · g1 branco cavalo · h1 branco torre | a8 preto torre · d8 preto rainha · e8 preto rei · f8 preto bispo · g8 preto cavalo · h8 preto torre · a7 preto peão · b7 preto peão · c7 preto peão · e7 preto peão · f7 preto peão · g7 preto peão · h7 preto peão · c6 preto cavalo · d6 preto peão · b5 branco bispo · e4 branco peão · g4 preto bispo · f3 branco cavalo · a2 branco peão · b2 branco peão · c2 branco peão · d2 branco peão · f2 branco peão · g2 branco peão · h2 branco peão · a1 branco torre · b1 branco cavalo · c1 branco bispo · d1 branco rainha · e1 branco rei · g1 branco cavalo · h1 branco torre | a8 preto torre · d8 preto rainha · e8 preto rei · f8 preto bispo · g8 preto cavalo · h8 preto torre · a7 preto peão · b7 preto peão · c7 preto peão · e7 preto peão · f7 preto peão · g7 preto peão · h7 preto peão · c6 preto cavalo · d6 preto peão · b5 branco bispo · e4 branco peão · g4 preto bispo · f3 branco cavalo · a2 branco peão · b2 branco peão · c2 branco peão · d2 branco peão · f2 branco peão · g2 branco peão · h2 branco peão · a1 branco torre · b1 branco cavalo · c1 branco bispo · d1 branco rainha · e1 branco rei · g1 branco cavalo · h1 branco torre | a8 preto torre · d8 preto rainha · e8 preto rei · f8 preto bispo · g8 preto cavalo · h8 preto torre · a7 preto peão · b7 preto peão · c7 preto peão · e7 preto peão · f7 preto peão · g7 preto peão · h7 preto peão · c6 preto cavalo · d6 preto peão · b5 branco bispo · e4 branco peão · g4 preto bispo · f3 branco cavalo · a2 branco peão · b2 branco peão · c2 branco peão · d2 branco peão · f2 branco peão · g2 branco peão · h2 branco peão · a1 branco torre · b1 branco cavalo · c1 branco bispo · d1 branco rainha · e1 branco rei · g1 branco cavalo · h1 branco torre | a8 preto torre · d8 preto rainha · e8 preto rei · f8 preto bispo · g8 preto cavalo · h8 preto torre · a7 preto peão · b7 preto peão · c7 preto peão · e7 preto peão · f7 preto peão · g7 preto peão · h7 preto peão · c6 preto cavalo · d6 preto peão · b5 branco bispo · e4 branco peão · g4 preto bispo · f3 branco cavalo · a2 branco peão · b2 branco peão · c2 branco peão · d2 branco peão · f2 branco peão · g2 branco peão · h2 branco peão · a1 branco torre · b1 branco cavalo · c1 branco bispo · d1 branco rainha · e1 branco rei · g1 branco cavalo · h1 branco torre | a8 preto torre · d8 preto rainha · e8 preto rei · f8 preto bispo · g8 preto cavalo · h8 preto torre · a7 preto peão · b7 preto peão · c7 preto peão · e7 preto peão · f7 preto peão · g7 preto peão · h7 preto peão · c6 preto cavalo · d6 preto peão · b5 branco bispo · e4 branco peão · g4 preto bispo · f3 branco cavalo · a2 branco peão · b2 branco peão · c2 branco peão · d2 branco peão · f2 branco peão · g2 branco peão · h2 branco peão · a1 branco torre · b1 branco cavalo · c1 branco bispo · d1 branco rainha · e1 branco rei · g1 branco cavalo · h1 branco torre | a8 preto torre · d8 preto rainha · e8 preto rei · f8 preto bispo · g8 preto cavalo · h8 preto torre · a7 preto peão · b7 preto peão · c7 preto peão · e7 preto peão · f7 preto peão · g7 preto peão · h7 preto peão · c6 preto cavalo · d6 preto peão · b5 branco bispo · e4 branco peão · g4 preto bispo · f3 branco cavalo · a2 branco peão · b2 branco peão · c2 branco peão · d2 branco peão · f2 branco peão · g2 branco peão · h2 branco peão · a1 branco torre · b1 branco cavalo · c1 branco bispo · d1 branco rainha · e1 branco rei · g1 branco cavalo · h1 branco torre | 5 |
| 4 | a8 preto torre · d8 preto rainha · e8 preto rei · f8 preto bispo · g8 preto cavalo · h8 preto torre · a7 preto peão · b7 preto peão · c7 preto peão · e7 preto peão · f7 preto peão · g7 preto peão · h7 preto peão · c6 preto cavalo · d6 preto peão · b5 branco bispo · e4 branco peão · g4 preto bispo · f3 branco cavalo · a2 branco peão · b2 branco peão · c2 branco peão · d2 branco peão · f2 branco peão · g2 branco peão · h2 branco peão · a1 branco torre · b1 branco cavalo · c1 branco bispo · d1 branco rainha · e1 branco rei · g1 branco cavalo · h1 branco torre | a8 preto torre · d8 preto rainha · e8 preto rei · f8 preto bispo · g8 preto cavalo · h8 preto torre · a7 preto peão · b7 preto peão · c7 preto peão · e7 preto peão · f7 preto peão · g7 preto peão · h7 preto peão · c6 preto cavalo · d6 preto peão · b5 branco bispo · e4 branco peão · g4 preto bispo · f3 branco cavalo · a2 branco peão · b2 branco peão · c2 branco peão · d2 branco peão · f2 branco peão · g2 branco peão · h2 branco peão · a1 branco torre · b1 branco cavalo · c1 branco bispo · d1 branco rainha · e1 branco rei · g1 branco cavalo · h1 branco torre | a8 preto torre · d8 preto rainha · e8 preto rei · f8 preto bispo · g8 preto cavalo · h8 preto torre · a7 preto peão · b7 preto peão · c7 preto peão · e7 preto peão · f7 preto peão · g7 preto peão · h7 preto peão · c6 preto cavalo · d6 preto peão · b5 branco bispo · e4 branco peão · g4 preto bispo · f3 branco cavalo · a2 branco peão · b2 branco peão · c2 branco peão · d2 branco peão · f2 branco peão · g2 branco peão · h2 branco peão · a1 branco torre · b1 branco cavalo · c1 branco bispo · d1 branco rainha · e1 branco rei · g1 branco cavalo · h1 branco torre | a8 preto torre · d8 preto rainha · e8 preto rei · f8 preto bispo · g8 preto cavalo · h8 preto torre · a7 preto peão · b7 preto peão · c7 preto peão · e7 preto peão · f7 preto peão · g7 preto peão · h7 preto peão · c6 preto cavalo · d6 preto peão · b5 branco bispo · e4 branco peão · g4 preto bispo · f3 branco cavalo · a2 branco peão · b2 branco peão · c2 branco peão · d2 branco peão · f2 branco peão · g2 branco peão · h2 branco peão · a1 branco torre · b1 branco cavalo · c1 branco bispo · d1 branco rainha · e1 branco rei · g1 branco cavalo · h1 branco torre | a8 preto torre · d8 preto rainha · e8 preto rei · f8 preto bispo · g8 preto cavalo · h8 preto torre · a7 preto peão · b7 preto peão · c7 preto peão · e7 preto peão · f7 preto peão · g7 preto peão · h7 preto peão · c6 preto cavalo · d6 preto peão · b5 branco bispo · e4 branco peão · g4 preto bispo · f3 branco cavalo · a2 branco peão · b2 branco peão · c2 branco peão · d2 branco peão · f2 branco peão · g2 branco peão · h2 branco peão · a1 branco torre · b1 branco cavalo · c1 branco bispo · d1 branco rainha · e1 branco rei · g1 branco cavalo · h1 branco torre | a8 preto torre · d8 preto rainha · e8 preto rei · f8 preto bispo · g8 preto cavalo · h8 preto torre · a7 preto peão · b7 preto peão · c7 preto peão · e7 preto peão · f7 preto peão · g7 preto peão · h7 preto peão · c6 preto cavalo · d6 preto peão · b5 branco bispo · e4 branco peão · g4 preto bispo · f3 branco cavalo · a2 branco peão · b2 branco peão · c2 branco peão · d2 branco peão · f2 branco peão · g2 branco peão · h2 branco peão · a1 branco torre · b1 branco cavalo · c1 branco bispo · d1 branco rainha · e1 branco rei · g1 branco cavalo · h1 branco torre | a8 preto torre · d8 preto rainha · e8 preto rei · f8 preto bispo · g8 preto cavalo · h8 preto torre · a7 preto peão · b7 preto peão · c7 preto peão · e7 preto peão · f7 preto peão · g7 preto peão · h7 preto peão · c6 preto cavalo · d6 preto peão · b5 branco bispo · e4 branco peão · g4 preto bispo · f3 branco cavalo · a2 branco peão · b2 branco peão · c2 branco peão · d2 branco peão · f2 branco peão · g2 branco peão · h2 branco peão · a1 branco torre · b1 branco cavalo · c1 branco bispo · d1 branco rainha · e1 branco rei · g1 branco cavalo · h1 branco torre | a8 preto torre · d8 preto rainha · e8 preto rei · f8 preto bispo · g8 preto cavalo · h8 preto torre · a7 preto peão · b7 preto peão · c7 preto peão · e7 preto peão · f7 preto peão · g7 preto peão · h7 preto peão · c6 preto cavalo · d6 preto peão · b5 branco bispo · e4 branco peão · g4 preto bispo · f3 branco cavalo · a2 branco peão · b2 branco peão · c2 branco peão · d2 branco peão · f2 branco peão · g2 branco peão · h2 branco peão · a1 branco torre · b1 branco cavalo · c1 branco bispo · d1 branco rainha · e1 branco rei · g1 branco cavalo · h1 branco torre | 4 |
| 3 | a8 preto torre · d8 preto rainha · e8 preto rei · f8 preto bispo · g8 preto cavalo · h8 preto torre · a7 preto peão · b7 preto peão · c7 preto peão · e7 preto peão · f7 preto peão · g7 preto peão · h7 preto peão · c6 preto cavalo · d6 preto peão · b5 branco bispo · e4 branco peão · g4 preto bispo · f3 branco cavalo · a2 branco peão · b2 branco peão · c2 branco peão · d2 branco peão · f2 branco peão · g2 branco peão · h2 branco peão · a1 branco torre · b1 branco cavalo · c1 branco bispo · d1 branco rainha · e1 branco rei · g1 branco cavalo · h1 branco torre | a8 preto torre · d8 preto rainha · e8 preto rei · f8 preto bispo · g8 preto cavalo · h8 preto torre · a7 preto peão · b7 preto peão · c7 preto peão · e7 preto peão · f7 preto peão · g7 preto peão · h7 preto peão · c6 preto cavalo · d6 preto peão · b5 branco bispo · e4 branco peão · g4 preto bispo · f3 branco cavalo · a2 branco peão · b2 branco peão · c2 branco peão · d2 branco peão · f2 branco peão · g2 branco peão · h2 branco peão · a1 branco torre · b1 branco cavalo · c1 branco bispo · d1 branco rainha · e1 branco rei · g1 branco cavalo · h1 branco torre | a8 preto torre · d8 preto rainha · e8 preto rei · f8 preto bispo · g8 preto cavalo · h8 preto torre · a7 preto peão · b7 preto peão · c7 preto peão · e7 preto peão · f7 preto peão · g7 preto peão · h7 preto peão · c6 preto cavalo · d6 preto peão · b5 branco bispo · e4 branco peão · g4 preto bispo · f3 branco cavalo · a2 branco peão · b2 branco peão · c2 branco peão · d2 branco peão · f2 branco peão · g2 branco peão · h2 branco peão · a1 branco torre · b1 branco cavalo · c1 branco bispo · d1 branco rainha · e1 branco rei · g1 branco cavalo · h1 branco torre | a8 preto torre · d8 preto rainha · e8 preto rei · f8 preto bispo · g8 preto cavalo · h8 preto torre · a7 preto peão · b7 preto peão · c7 preto peão · e7 preto peão · f7 preto peão · g7 preto peão · h7 preto peão · c6 preto cavalo · d6 preto peão · b5 branco bispo · e4 branco peão · g4 preto bispo · f3 branco cavalo · a2 branco peão · b2 branco peão · c2 branco peão · d2 branco peão · f2 branco peão · g2 branco peão · h2 branco peão · a1 branco torre · b1 branco cavalo · c1 branco bispo · d1 branco rainha · e1 branco rei · g1 branco cavalo · h1 branco torre | a8 preto torre · d8 preto rainha · e8 preto rei · f8 preto bispo · g8 preto cavalo · h8 preto torre · a7 preto peão · b7 preto peão · c7 preto peão · e7 preto peão · f7 preto peão · g7 preto peão · h7 preto peão · c6 preto cavalo · d6 preto peão · b5 branco bispo · e4 branco peão · g4 preto bispo · f3 branco cavalo · a2 branco peão · b2 branco peão · c2 branco peão · d2 branco peão · f2 branco peão · g2 branco peão · h2 branco peão · a1 branco torre · b1 branco cavalo · c1 branco bispo · d1 branco rainha · e1 branco rei · g1 branco cavalo · h1 branco torre | a8 preto torre · d8 preto rainha · e8 preto rei · f8 preto bispo · g8 preto cavalo · h8 preto torre · a7 preto peão · b7 preto peão · c7 preto peão · e7 preto peão · f7 preto peão · g7 preto peão · h7 preto peão · c6 preto cavalo · d6 preto peão · b5 branco bispo · e4 branco peão · g4 preto bispo · f3 branco cavalo · a2 branco peão · b2 branco peão · c2 branco peão · d2 branco peão · f2 branco peão · g2 branco peão · h2 branco peão · a1 branco torre · b1 branco cavalo · c1 branco bispo · d1 branco rainha · e1 branco rei · g1 branco cavalo · h1 branco torre | a8 preto torre · d8 preto rainha · e8 preto rei · f8 preto bispo · g8 preto cavalo · h8 preto torre · a7 preto peão · b7 preto peão · c7 preto peão · e7 preto peão · f7 preto peão · g7 preto peão · h7 preto peão · c6 preto cavalo · d6 preto peão · b5 branco bispo · e4 branco peão · g4 preto bispo · f3 branco cavalo · a2 branco peão · b2 branco peão · c2 branco peão · d2 branco peão · f2 branco peão · g2 branco peão · h2 branco peão · a1 branco torre · b1 branco cavalo · c1 branco bispo · d1 branco rainha · e1 branco rei · g1 branco cavalo · h1 branco torre | a8 preto torre · d8 preto rainha · e8 preto rei · f8 preto bispo · g8 preto cavalo · h8 preto torre · a7 preto peão · b7 preto peão · c7 preto peão · e7 preto peão · f7 preto peão · g7 preto peão · h7 preto peão · c6 preto cavalo · d6 preto peão · b5 branco bispo · e4 branco peão · g4 preto bispo · f3 branco cavalo · a2 branco peão · b2 branco peão · c2 branco peão · d2 branco peão · f2 branco peão · g2 branco peão · h2 branco peão · a1 branco torre · b1 branco cavalo · c1 branco bispo · d1 branco rainha · e1 branco rei · g1 branco cavalo · h1 branco torre | 3 |
| 2 | a8 preto torre · d8 preto rainha · e8 preto rei · f8 preto bispo · g8 preto cavalo · h8 preto torre · a7 preto peão · b7 preto peão · c7 preto peão · e7 preto peão · f7 preto peão · g7 preto peão · h7 preto peão · c6 preto cavalo · d6 preto peão · b5 branco bispo · e4 branco peão · g4 preto bispo · f3 branco cavalo · a2 branco peão · b2 branco peão · c2 branco peão · d2 branco peão · f2 branco peão · g2 branco peão · h2 branco peão · a1 branco torre · b1 branco cavalo · c1 branco bispo · d1 branco rainha · e1 branco rei · g1 branco cavalo · h1 branco torre | a8 preto torre · d8 preto rainha · e8 preto rei · f8 preto bispo · g8 preto cavalo · h8 preto torre · a7 preto peão · b7 preto peão · c7 preto peão · e7 preto peão · f7 preto peão · g7 preto peão · h7 preto peão · c6 preto cavalo · d6 preto peão · b5 branco bispo · e4 branco peão · g4 preto bispo · f3 branco cavalo · a2 branco peão · b2 branco peão · c2 branco peão · d2 branco peão · f2 branco peão · g2 branco peão · h2 branco peão · a1 branco torre · b1 branco cavalo · c1 branco bispo · d1 branco rainha · e1 branco rei · g1 branco cavalo · h1 branco torre | a8 preto torre · d8 preto rainha · e8 preto rei · f8 preto bispo · g8 preto cavalo · h8 preto torre · a7 preto peão · b7 preto peão · c7 preto peão · e7 preto peão · f7 preto peão · g7 preto peão · h7 preto peão · c6 preto cavalo · d6 preto peão · b5 branco bispo · e4 branco peão · g4 preto bispo · f3 branco cavalo · a2 branco peão · b2 branco peão · c2 branco peão · d2 branco peão · f2 branco peão · g2 branco peão · h2 branco peão · a1 branco torre · b1 branco cavalo · c1 branco bispo · d1 branco rainha · e1 branco rei · g1 branco cavalo · h1 branco torre | a8 preto torre · d8 preto rainha · e8 preto rei · f8 preto bispo · g8 preto cavalo · h8 preto torre · a7 preto peão · b7 preto peão · c7 preto peão · e7 preto peão · f7 preto peão · g7 preto peão · h7 preto peão · c6 preto cavalo · d6 preto peão · b5 branco bispo · e4 branco peão · g4 preto bispo · f3 branco cavalo · a2 branco peão · b2 branco peão · c2 branco peão · d2 branco peão · f2 branco peão · g2 branco peão · h2 branco peão · a1 branco torre · b1 branco cavalo · c1 branco bispo · d1 branco rainha · e1 branco rei · g1 branco cavalo · h1 branco torre | a8 preto torre · d8 preto rainha · e8 preto rei · f8 preto bispo · g8 preto cavalo · h8 preto torre · a7 preto peão · b7 preto peão · c7 preto peão · e7 preto peão · f7 preto peão · g7 preto peão · h7 preto peão · c6 preto cavalo · d6 preto peão · b5 branco bispo · e4 branco peão · g4 preto bispo · f3 branco cavalo · a2 branco peão · b2 branco peão · c2 branco peão · d2 branco peão · f2 branco peão · g2 branco peão · h2 branco peão · a1 branco torre · b1 branco cavalo · c1 branco bispo · d1 branco rainha · e1 branco rei · g1 branco cavalo · h1 branco torre | a8 preto torre · d8 preto rainha · e8 preto rei · f8 preto bispo · g8 preto cavalo · h8 preto torre · a7 preto peão · b7 preto peão · c7 preto peão · e7 preto peão · f7 preto peão · g7 preto peão · h7 preto peão · c6 preto cavalo · d6 preto peão · b5 branco bispo · e4 branco peão · g4 preto bispo · f3 branco cavalo · a2 branco peão · b2 branco peão · c2 branco peão · d2 branco peão · f2 branco peão · g2 branco peão · h2 branco peão · a1 branco torre · b1 branco cavalo · c1 branco bispo · d1 branco rainha · e1 branco rei · g1 branco cavalo · h1 branco torre | a8 preto torre · d8 preto rainha · e8 preto rei · f8 preto bispo · g8 preto cavalo · h8 preto torre · a7 preto peão · b7 preto peão · c7 preto peão · e7 preto peão · f7 preto peão · g7 preto peão · h7 preto peão · c6 preto cavalo · d6 preto peão · b5 branco bispo · e4 branco peão · g4 preto bispo · f3 branco cavalo · a2 branco peão · b2 branco peão · c2 branco peão · d2 branco peão · f2 branco peão · g2 branco peão · h2 branco peão · a1 branco torre · b1 branco cavalo · c1 branco bispo · d1 branco rainha · e1 branco rei · g1 branco cavalo · h1 branco torre | a8 preto torre · d8 preto rainha · e8 preto rei · f8 preto bispo · g8 preto cavalo · h8 preto torre · a7 preto peão · b7 preto peão · c7 preto peão · e7 preto peão · f7 preto peão · g7 preto peão · h7 preto peão · c6 preto cavalo · d6 preto peão · b5 branco bispo · e4 branco peão · g4 preto bispo · f3 branco cavalo · a2 branco peão · b2 branco peão · c2 branco peão · d2 branco peão · f2 branco peão · g2 branco peão · h2 branco peão · a1 branco torre · b1 branco cavalo · c1 branco bispo · d1 branco rainha · e1 branco rei · g1 branco cavalo · h1 branco torre | 2 |
| 1 | a8 preto torre · d8 preto rainha · e8 preto rei · f8 preto bispo · g8 preto cavalo · h8 preto torre · a7 preto peão · b7 preto peão · c7 preto peão · e7 preto peão · f7 preto peão · g7 preto peão · h7 preto peão · c6 preto cavalo · d6 preto peão · b5 branco bispo · e4 branco peão · g4 preto bispo · f3 branco cavalo · a2 branco peão · b2 branco peão · c2 branco peão · d2 branco peão · f2 branco peão · g2 branco peão · h2 branco peão · a1 branco torre · b1 branco cavalo · c1 branco bispo · d1 branco rainha · e1 branco rei · g1 branco cavalo · h1 branco torre | a8 preto torre · d8 preto rainha · e8 preto rei · f8 preto bispo · g8 preto cavalo · h8 preto torre · a7 preto peão · b7 preto peão · c7 preto peão · e7 preto peão · f7 preto peão · g7 preto peão · h7 preto peão · c6 preto cavalo · d6 preto peão · b5 branco bispo · e4 branco peão · g4 preto bispo · f3 branco cavalo · a2 branco peão · b2 branco peão · c2 branco peão · d2 branco peão · f2 branco peão · g2 branco peão · h2 branco peão · a1 branco torre · b1 branco cavalo · c1 branco bispo · d1 branco rainha · e1 branco rei · g1 branco cavalo · h1 branco torre | a8 preto torre · d8 preto rainha · e8 preto rei · f8 preto bispo · g8 preto cavalo · h8 preto torre · a7 preto peão · b7 preto peão · c7 preto peão · e7 preto peão · f7 preto peão · g7 preto peão · h7 preto peão · c6 preto cavalo · d6 preto peão · b5 branco bispo · e4 branco peão · g4 preto bispo · f3 branco cavalo · a2 branco peão · b2 branco peão · c2 branco peão · d2 branco peão · f2 branco peão · g2 branco peão · h2 branco peão · a1 branco torre · b1 branco cavalo · c1 branco bispo · d1 branco rainha · e1 branco rei · g1 branco cavalo · h1 branco torre | a8 preto torre · d8 preto rainha · e8 preto rei · f8 preto bispo · g8 preto cavalo · h8 preto torre · a7 preto peão · b7 preto peão · c7 preto peão · e7 preto peão · f7 preto peão · g7 preto peão · h7 preto peão · c6 preto cavalo · d6 preto peão · b5 branco bispo · e4 branco peão · g4 preto bispo · f3 branco cavalo · a2 branco peão · b2 branco peão · c2 branco peão · d2 branco peão · f2 branco peão · g2 branco peão · h2 branco peão · a1 branco torre · b1 branco cavalo · c1 branco bispo · d1 branco rainha · e1 branco rei · g1 branco cavalo · h1 branco torre | a8 preto torre · d8 preto rainha · e8 preto rei · f8 preto bispo · g8 preto cavalo · h8 preto torre · a7 preto peão · b7 preto peão · c7 preto peão · e7 preto peão · f7 preto peão · g7 preto peão · h7 preto peão · c6 preto cavalo · d6 preto peão · b5 branco bispo · e4 branco peão · g4 preto bispo · f3 branco cavalo · a2 branco peão · b2 branco peão · c2 branco peão · d2 branco peão · f2 branco peão · g2 branco peão · h2 branco peão · a1 branco torre · b1 branco cavalo · c1 branco bispo · d1 branco rainha · e1 branco rei · g1 branco cavalo · h1 branco torre | a8 preto torre · d8 preto rainha · e8 preto rei · f8 preto bispo · g8 preto cavalo · h8 preto torre · a7 preto peão · b7 preto peão · c7 preto peão · e7 preto peão · f7 preto peão · g7 preto peão · h7 preto peão · c6 preto cavalo · d6 preto peão · b5 branco bispo · e4 branco peão · g4 preto bispo · f3 branco cavalo · a2 branco peão · b2 branco peão · c2 branco peão · d2 branco peão · f2 branco peão · g2 branco peão · h2 branco peão · a1 branco torre · b1 branco cavalo · c1 branco bispo · d1 branco rainha · e1 branco rei · g1 branco cavalo · h1 branco torre | a8 preto torre · d8 preto rainha · e8 preto rei · f8 preto bispo · g8 preto cavalo · h8 preto torre · a7 preto peão · b7 preto peão · c7 preto peão · e7 preto peão · f7 preto peão · g7 preto peão · h7 preto peão · c6 preto cavalo · d6 preto peão · b5 branco bispo · e4 branco peão · g4 preto bispo · f3 branco cavalo · a2 branco peão · b2 branco peão · c2 branco peão · d2 branco peão · f2 branco peão · g2 branco peão · h2 branco peão · a1 branco torre · b1 branco cavalo · c1 branco bispo · d1 branco rainha · e1 branco rei · g1 branco cavalo · h1 branco torre | a8 preto torre · d8 preto rainha · e8 preto rei · f8 preto bispo · g8 preto cavalo · h8 preto torre · a7 preto peão · b7 preto peão · c7 preto peão · e7 preto peão · f7 preto peão · g7 preto peão · h7 preto peão · c6 preto cavalo · d6 preto peão · b5 branco bispo · e4 branco peão · g4 preto bispo · f3 branco cavalo · a2 branco peão · b2 branco peão · c2 branco peão · d2 branco peão · f2 branco peão · g2 branco peão · h2 branco peão · a1 branco torre · b1 branco cavalo · c1 branco bispo · d1 branco rainha · e1 branco rei · g1 branco cavalo · h1 branco torre | 1 |
|   | a | b | c | d | e | f | g | h |   |

A pregadura (ou cravada) consiste em impedir o movimento de peças do oponente. Em algumas ocasiões, peças de menor valor como peões são último bastião de defesa do Rei, neste caso a peça que promove esta débil defesa não pode ser movida sob nenhuma hipótese.  Qualquer peça maior valor pode ser pregada mas apenas torres, bispos e a Dama podem pregar devido a característica de seus movimentos. No exemplo podemos visualizar que o Cavalo preto está pregado pelo Bispo, não podendo ser movido sob hipótese alguma. Este pregadura é denominada como absoluta.  O outro Cavalo em f3 também está pregado pois defende uma peça de maior valor, porém neste caso pode mover-se, pois sua posição não está defendendo o Rei, neste caso denominamos a pregadura como relativa.

## Espetos
|   | a | b | c | d | e | f | g | h |   |
| 8 | b8 branco rainha · e8 preto rei · h8 preto torre · g7 preto peão · h7 preto peão · c5 preto rainha · h3 branco peão · g2 branco peão · h1 branco rei | b8 branco rainha · e8 preto rei · h8 preto torre · g7 preto peão · h7 preto peão · c5 preto rainha · h3 branco peão · g2 branco peão · h1 branco rei | b8 branco rainha · e8 preto rei · h8 preto torre · g7 preto peão · h7 preto peão · c5 preto rainha · h3 branco peão · g2 branco peão · h1 branco rei | b8 branco rainha · e8 preto rei · h8 preto torre · g7 preto peão · h7 preto peão · c5 preto rainha · h3 branco peão · g2 branco peão · h1 branco rei | b8 branco rainha · e8 preto rei · h8 preto torre · g7 preto peão · h7 preto peão · c5 preto rainha · h3 branco peão · g2 branco peão · h1 branco rei | b8 branco rainha · e8 preto rei · h8 preto torre · g7 preto peão · h7 preto peão · c5 preto rainha · h3 branco peão · g2 branco peão · h1 branco rei | b8 branco rainha · e8 preto rei · h8 preto torre · g7 preto peão · h7 preto peão · c5 preto rainha · h3 branco peão · g2 branco peão · h1 branco rei | b8 branco rainha · e8 preto rei · h8 preto torre · g7 preto peão · h7 preto peão · c5 preto rainha · h3 branco peão · g2 branco peão · h1 branco rei | 8 |
| 7 | b8 branco rainha · e8 preto rei · h8 preto torre · g7 preto peão · h7 preto peão · c5 preto rainha · h3 branco peão · g2 branco peão · h1 branco rei | b8 branco rainha · e8 preto rei · h8 preto torre · g7 preto peão · h7 preto peão · c5 preto rainha · h3 branco peão · g2 branco peão · h1 branco rei | b8 branco rainha · e8 preto rei · h8 preto torre · g7 preto peão · h7 preto peão · c5 preto rainha · h3 branco peão · g2 branco peão · h1 branco rei | b8 branco rainha · e8 preto rei · h8 preto torre · g7 preto peão · h7 preto peão · c5 preto rainha · h3 branco peão · g2 branco peão · h1 branco rei | b8 branco rainha · e8 preto rei · h8 preto torre · g7 preto peão · h7 preto peão · c5 preto rainha · h3 branco peão · g2 branco peão · h1 branco rei | b8 branco rainha · e8 preto rei · h8 preto torre · g7 preto peão · h7 preto peão · c5 preto rainha · h3 branco peão · g2 branco peão · h1 branco rei | b8 branco rainha · e8 preto rei · h8 preto torre · g7 preto peão · h7 preto peão · c5 preto rainha · h3 branco peão · g2 branco peão · h1 branco rei | b8 branco rainha · e8 preto rei · h8 preto torre · g7 preto peão · h7 preto peão · c5 preto rainha · h3 branco peão · g2 branco peão · h1 branco rei | 7 |
| 6 | b8 branco rainha · e8 preto rei · h8 preto torre · g7 preto peão · h7 preto peão · c5 preto rainha · h3 branco peão · g2 branco peão · h1 branco rei | b8 branco rainha · e8 preto rei · h8 preto torre · g7 preto peão · h7 preto peão · c5 preto rainha · h3 branco peão · g2 branco peão · h1 branco rei | b8 branco rainha · e8 preto rei · h8 preto torre · g7 preto peão · h7 preto peão · c5 preto rainha · h3 branco peão · g2 branco peão · h1 branco rei | b8 branco rainha · e8 preto rei · h8 preto torre · g7 preto peão · h7 preto peão · c5 preto rainha · h3 branco peão · g2 branco peão · h1 branco rei | b8 branco rainha · e8 preto rei · h8 preto torre · g7 preto peão · h7 preto peão · c5 preto rainha · h3 branco peão · g2 branco peão · h1 branco rei | b8 branco rainha · e8 preto rei · h8 preto torre · g7 preto peão · h7 preto peão · c5 preto rainha · h3 branco peão · g2 branco peão · h1 branco rei | b8 branco rainha · e8 preto rei · h8 preto torre · g7 preto peão · h7 preto peão · c5 preto rainha · h3 branco peão · g2 branco peão · h1 branco rei | b8 branco rainha · e8 preto rei · h8 preto torre · g7 preto peão · h7 preto peão · c5 preto rainha · h3 branco peão · g2 branco peão · h1 branco rei | 6 |
| 5 | b8 branco rainha · e8 preto rei · h8 preto torre · g7 preto peão · h7 preto peão · c5 preto rainha · h3 branco peão · g2 branco peão · h1 branco rei | b8 branco rainha · e8 preto rei · h8 preto torre · g7 preto peão · h7 preto peão · c5 preto rainha · h3 branco peão · g2 branco peão · h1 branco rei | b8 branco rainha · e8 preto rei · h8 preto torre · g7 preto peão · h7 preto peão · c5 preto rainha · h3 branco peão · g2 branco peão · h1 branco rei | b8 branco rainha · e8 preto rei · h8 preto torre · g7 preto peão · h7 preto peão · c5 preto rainha · h3 branco peão · g2 branco peão · h1 branco rei | b8 branco rainha · e8 preto rei · h8 preto torre · g7 preto peão · h7 preto peão · c5 preto rainha · h3 branco peão · g2 branco peão · h1 branco rei | b8 branco rainha · e8 preto rei · h8 preto torre · g7 preto peão · h7 preto peão · c5 preto rainha · h3 branco peão · g2 branco peão · h1 branco rei | b8 branco rainha · e8 preto rei · h8 preto torre · g7 preto peão · h7 preto peão · c5 preto rainha · h3 branco peão · g2 branco peão · h1 branco rei | b8 branco rainha · e8 preto rei · h8 preto torre · g7 preto peão · h7 preto peão · c5 preto rainha · h3 branco peão · g2 branco peão · h1 branco rei | 5 |
| 4 | b8 branco rainha · e8 preto rei · h8 preto torre · g7 preto peão · h7 preto peão · c5 preto rainha · h3 branco peão · g2 branco peão · h1 branco rei | b8 branco rainha · e8 preto rei · h8 preto torre · g7 preto peão · h7 preto peão · c5 preto rainha · h3 branco peão · g2 branco peão · h1 branco rei | b8 branco rainha · e8 preto rei · h8 preto torre · g7 preto peão · h7 preto peão · c5 preto rainha · h3 branco peão · g2 branco peão · h1 branco rei | b8 branco rainha · e8 preto rei · h8 preto torre · g7 preto peão · h7 preto peão · c5 preto rainha · h3 branco peão · g2 branco peão · h1 branco rei | b8 branco rainha · e8 preto rei · h8 preto torre · g7 preto peão · h7 preto peão · c5 preto rainha · h3 branco peão · g2 branco peão · h1 branco rei | b8 branco rainha · e8 preto rei · h8 preto torre · g7 preto peão · h7 preto peão · c5 preto rainha · h3 branco peão · g2 branco peão · h1 branco rei | b8 branco rainha · e8 preto rei · h8 preto torre · g7 preto peão · h7 preto peão · c5 preto rainha · h3 branco peão · g2 branco peão · h1 branco rei | b8 branco rainha · e8 preto rei · h8 preto torre · g7 preto peão · h7 preto peão · c5 preto rainha · h3 branco peão · g2 branco peão · h1 branco rei | 4 |
| 3 | b8 branco rainha · e8 preto rei · h8 preto torre · g7 preto peão · h7 preto peão · c5 preto rainha · h3 branco peão · g2 branco peão · h1 branco rei | b8 branco rainha · e8 preto rei · h8 preto torre · g7 preto peão · h7 preto peão · c5 preto rainha · h3 branco peão · g2 branco peão · h1 branco rei | b8 branco rainha · e8 preto rei · h8 preto torre · g7 preto peão · h7 preto peão · c5 preto rainha · h3 branco peão · g2 branco peão · h1 branco rei | b8 branco rainha · e8 preto rei · h8 preto torre · g7 preto peão · h7 preto peão · c5 preto rainha · h3 branco peão · g2 branco peão · h1 branco rei | b8 branco rainha · e8 preto rei · h8 preto torre · g7 preto peão · h7 preto peão · c5 preto rainha · h3 branco peão · g2 branco peão · h1 branco rei | b8 branco rainha · e8 preto rei · h8 preto torre · g7 preto peão · h7 preto peão · c5 preto rainha · h3 branco peão · g2 branco peão · h1 branco rei | b8 branco rainha · e8 preto rei · h8 preto torre · g7 preto peão · h7 preto peão · c5 preto rainha · h3 branco peão · g2 branco peão · h1 branco rei | b8 branco rainha · e8 preto rei · h8 preto torre · g7 preto peão · h7 preto peão · c5 preto rainha · h3 branco peão · g2 branco peão · h1 branco rei | 3 |
| 2 | b8 branco rainha · e8 preto rei · h8 preto torre · g7 preto peão · h7 preto peão · c5 preto rainha · h3 branco peão · g2 branco peão · h1 branco rei | b8 branco rainha · e8 preto rei · h8 preto torre · g7 preto peão · h7 preto peão · c5 preto rainha · h3 branco peão · g2 branco peão · h1 branco rei | b8 branco rainha · e8 preto rei · h8 preto torre · g7 preto peão · h7 preto peão · c5 preto rainha · h3 branco peão · g2 branco peão · h1 branco rei | b8 branco rainha · e8 preto rei · h8 preto torre · g7 preto peão · h7 preto peão · c5 preto rainha · h3 branco peão · g2 branco peão · h1 branco rei | b8 branco rainha · e8 preto rei · h8 preto torre · g7 preto peão · h7 preto peão · c5 preto rainha · h3 branco peão · g2 branco peão · h1 branco rei | b8 branco rainha · e8 preto rei · h8 preto torre · g7 preto peão · h7 preto peão · c5 preto rainha · h3 branco peão · g2 branco peão · h1 branco rei | b8 branco rainha · e8 preto rei · h8 preto torre · g7 preto peão · h7 preto peão · c5 preto rainha · h3 branco peão · g2 branco peão · h1 branco rei | b8 branco rainha · e8 preto rei · h8 preto torre · g7 preto peão · h7 preto peão · c5 preto rainha · h3 branco peão · g2 branco peão · h1 branco rei | 2 |
| 1 | b8 branco rainha · e8 preto rei · h8 preto torre · g7 preto peão · h7 preto peão · c5 preto rainha · h3 branco peão · g2 branco peão · h1 branco rei | b8 branco rainha · e8 preto rei · h8 preto torre · g7 preto peão · h7 preto peão · c5 preto rainha · h3 branco peão · g2 branco peão · h1 branco rei | b8 branco rainha · e8 preto rei · h8 preto torre · g7 preto peão · h7 preto peão · c5 preto rainha · h3 branco peão · g2 branco peão · h1 branco rei | b8 branco rainha · e8 preto rei · h8 preto torre · g7 preto peão · h7 preto peão · c5 preto rainha · h3 branco peão · g2 branco peão · h1 branco rei | b8 branco rainha · e8 preto rei · h8 preto torre · g7 preto peão · h7 preto peão · c5 preto rainha · h3 branco peão · g2 branco peão · h1 branco rei | b8 branco rainha · e8 preto rei · h8 preto torre · g7 preto peão · h7 preto peão · c5 preto rainha · h3 branco peão · g2 branco peão · h1 branco rei | b8 branco rainha · e8 preto rei · h8 preto torre · g7 preto peão · h7 preto peão · c5 preto rainha · h3 branco peão · g2 branco peão · h1 branco rei | b8 branco rainha · e8 preto rei · h8 preto torre · g7 preto peão · h7 preto peão · c5 preto rainha · h3 branco peão · g2 branco peão · h1 branco rei | 1 |
|   | a | b | c | d | e | f | g | h |   |

O espeto é uma tática semelhante a pregadura que envolve o captura de uma peça numa linha de ataque.  Neste caso porém, a peça de maior valor é a que estará na frente e a obrigatoriedade de movê-la expõe uma outra peça de menor valor que estava atrás.  O Exemplo mostra um exemplo clássico de espetada, assim que o Rei fugir do ataque da Dama, sua torre será capturada e a vantagem material das pretas será perdida.

## Outras táticas
- Deflexão
- Sacrifício
- Zwischenzug
- Sacrifícios
- Iscas